# Audacious
Audaciousは、リソース使用量の削減、高音質、幅広いオーディオ形式のサポートに重点を置いた自由でオープンソースなオーディオプレーヤーソフトウェアである。主にPOSIX互換のUnix系オペレーティングシステムでの使用を目的として設計されており、Microsoft Windowsのサポートは限定的である。Audaciousは、2018年10月にVLCに置き換えられるまでLubuntuのデフォルトの音楽プレーヤーであった。

## 歴史
AudaciousはBeep Media Playerのフォークとして始まった。Beep Media Player自体もXMMSのフォークである。Ariadne "kaniini" Conillは、元の開発チームがBMPxと呼ばれる次世代バージョンを作成するために開発を中止すると発表した後、Beep Media Playerをフォークすることを決定した。Audaciousのホームページによると、Conillと他の開発者たちは「プレーヤーの設計方法について独自のアイデアを持っており、それを実稼働環境で試してみたかった」とされている。
バージョン2.1以降、Audaciousには、以前のバージョンで知られていたWinampのようなインターフェースと、ある程度foobar2000に似ているGTKUIと呼ばれる新しいGTKベースのインターフェースの両方が含まれている。GTKUIは、Audacious 2.4でデフォルトのインターフェースとなった。

### C++とQtへの変更
バージョン3.0以前では、AudaciousはデフォルトでGTK 2.xツールキットを使用していた。バージョン2.5ではGTK3の部分的なサポートが追加され、Audacious 3.0ではGTK3が完全にサポートされ、デフォルトで使用されるようになった。しかし、GTK3に満足できなかったAudaciousチームは、3.6リリースからGTK2に戻り、長期的にはQtへの移植を計画した。
2018年8月8日以降、GTK3のサポートは完全に廃止された。
バージョン4.0の時点で、AudaciousはQtを主なツールキットとして使用しているが、GTK 2.xのサポートも引き続き利用可能である。
バージョン 4.3 以降、Audacious は GTK3 サポートを復活した。

## 機能
Audaciousにはギャップレス再生機能が組み込まれている。
Audaciousの機能の大部分はプラグインに依存している。サードパーティのプラグインを使用すると、さらに多くの機能を利用できる。
AudaciousはWinamp 2スキンを完全にサポートしている。Winamp .wszスキンファイル（Zipアーカイブの一種）は、直接使用することも、個別のディレクトリに解凍することもできる。このプログラムでは、WinampアーカイブのWindowsビットマップ（.bmp）グラフィックを使用できるが、Linuxのネイティブスキンは通常、Portable Network Graphics（.png）形式でレンダリングされる。
Audaciousは、サーバーではなくスタンドアロンのメディアプレーヤーとして設計されている（XMMS2とは異なる）。ただし、Conkyなどのクライアントソフトウェアからの接続は受け入れられる。
リモートコントロール用のAudaciousへの接続は、D-Bus経由、MPRIS互換クライアント、またはこの目的専用に作成された公式のAudtoolユーティリティを使用して行うことができる。